# Perissomastix styx
Perissomastix styx är en fjärilsart som beskrevs av László Anthony Gozmány. Perissomastix styx ingår i släktet Perissomastix och familjen äkta malar. Inga underarter finns listade i Catalogue of Life.